# بانکو پوپولاره
بانکو پوپولاره (به ایتالیایی: Banco Popolare) بانک تعاونی ایتالیایی بود، که در سال ۲۰۰۷ از ادغام بانکو پوپولاره دی ورونا و بانکا پوپولاره ایتالیانا تشکیل شد.
در ژوئن ۲۰۰۹ این بانک، نخستین بانک ایتالیایی بود، که از طرف دولت ایتالیا، در جهت برون‌رفت از بحران مالی ۲۰۱۲-۲۰۰۷ کمک دریافت نمود. از جمله این کمک‌ها، می‌توان به خریداری ۱٫۵ میلیارد دلار اوراق قرضه قابل تبدیل به پول، از طرف دولت ایتالیا، اشاره نمود.